# Villa ravus
Villa ravus är en tvåvingeart som beskrevs av Joseph Hannum Painter 1933. Villa ravus ingår i släktet Villa och familjen svävflugor. Inga underarter finns listade i Catalogue of Life.